# Tumulus van Vechmaal
De Tumulus van Vechmaal is een Gallo-Romeinse grafheuvel bij Vechmaal in de Belgische provincie Limburg in de gemeente Heers. De heuvel ligt ten westen van het dorp ongeveer vijf kilometer ten noorden van de N69, een oude Romeinse weg die van Tongeren naar Bavay liep. De tumulus van Vechmaal is een kleine grafheuvel met een diameter van 18-20 meter. Tijdens de 19e eeuw werd hij geplunderd door schatgravers. De vondsten zijn nog steeds niet terug gevonden. Hierdoor is ook weinig over deze grafheuvel bekend. De grafheuvel dateert vermoedelijk van de 2e eeuw n.C.
De aanwezigheid van een tumulus heeft ook sporen nagelaten in enkele toponiemen in de omgeving, waaronder tomveld en Hortom.

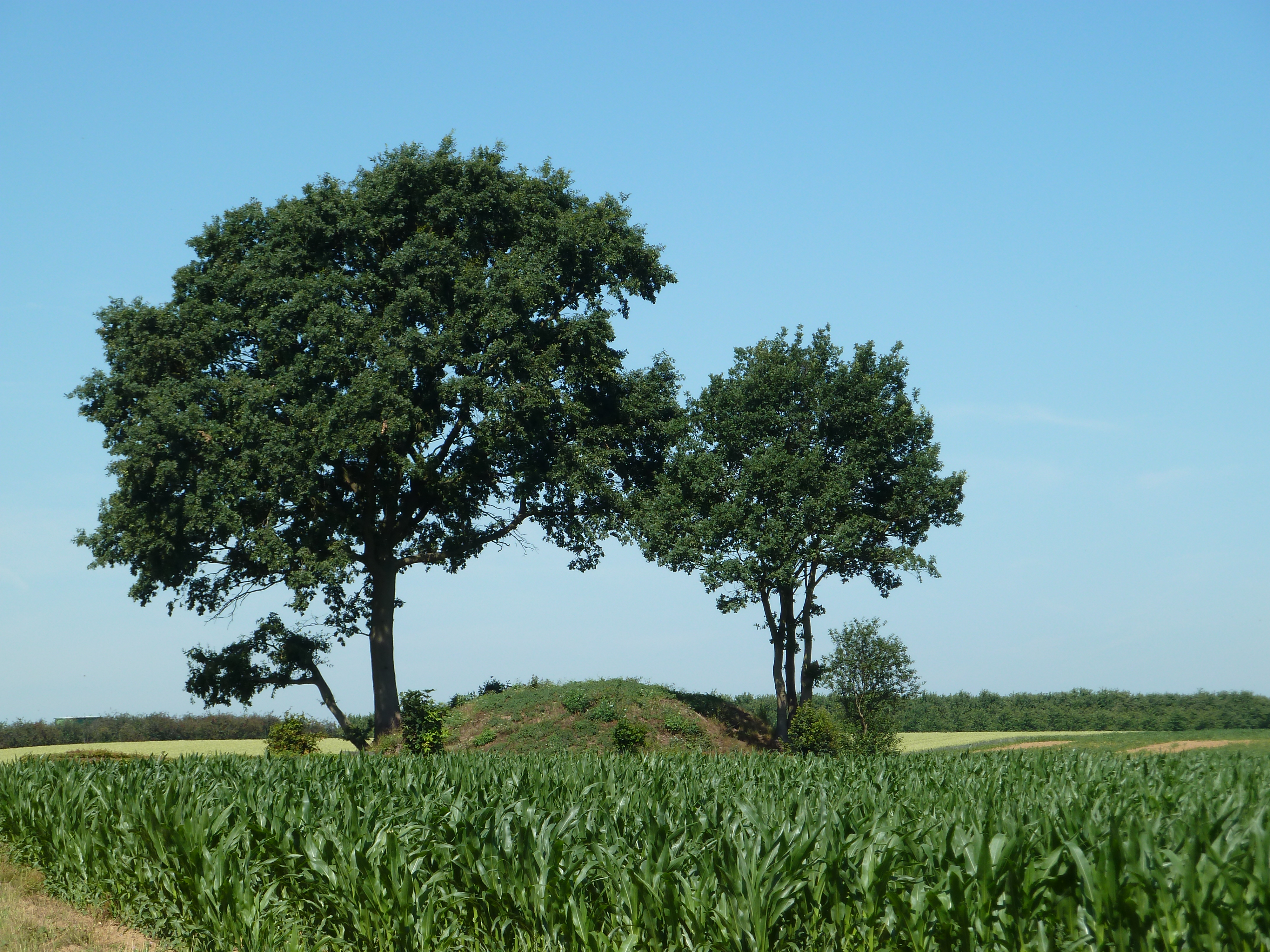
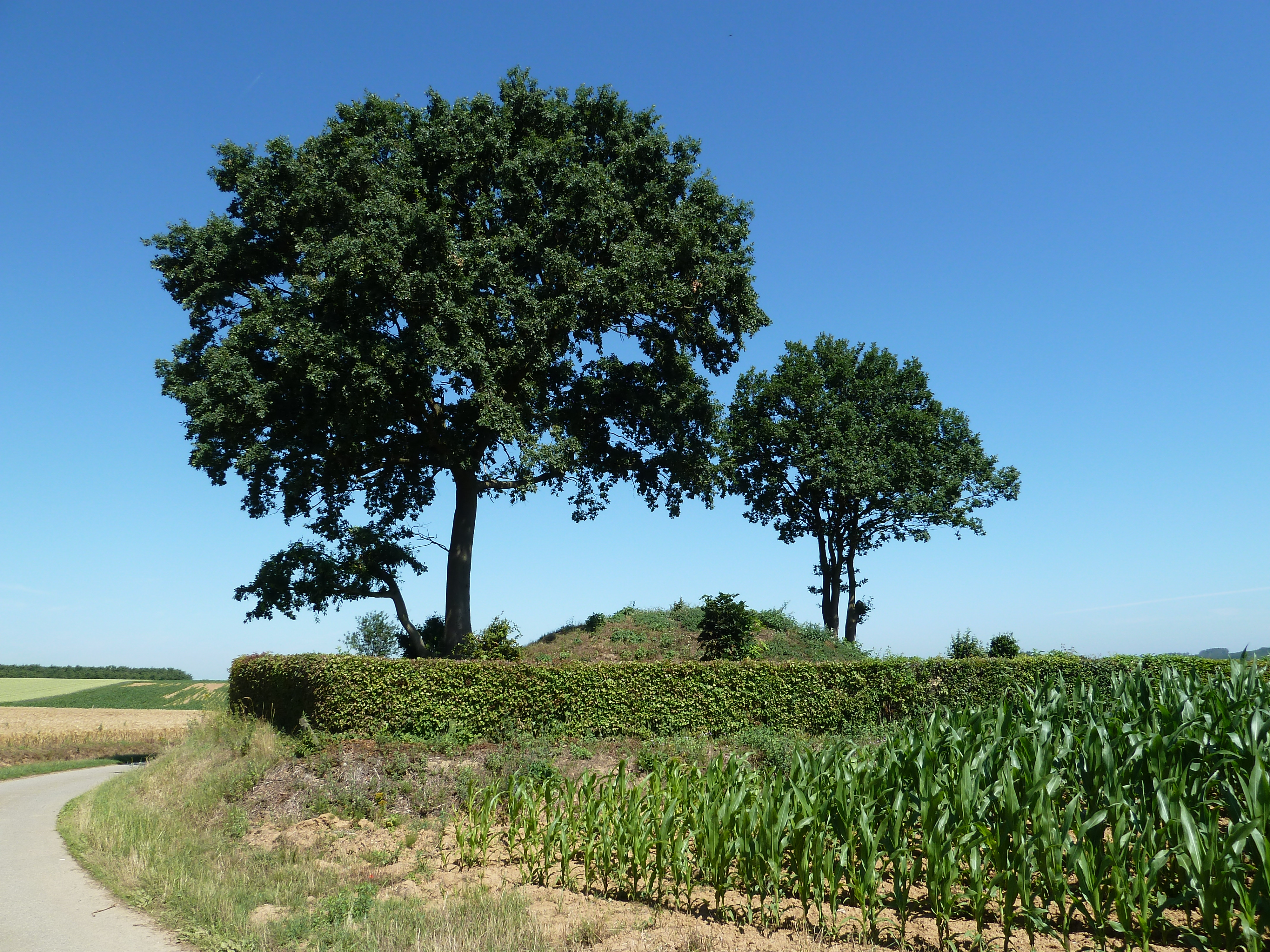